# مستقبل عامل نمو الخلية الكبدية
مستقبل عامل نمو الخلية الكبدية أو ميت كيناز بروتين التيروسين هو بروتين مُرمَّز في البشر بجين MET. يمتلك البروتين نشاط كيناز التيروسين، يُشَق بروتين السلائف الأساسي أحادي السلسلة بعد التحويل لإنتاج الوحدات الفرعية ألفا وبيتا والتي ترتبط برابطة ثنائي الكبريتيد لتشكيل المستقبِل الناضج.